# Amblycotis alpina
Amblycotis alpina är en insektsart som beskrevs av Rauno E. Linnavuori 1973. Amblycotis alpina ingår i släktet Amblycotis och familjen sporrstritar. Inga underarter finns listade i Catalogue of Life.